# Harry Golombek

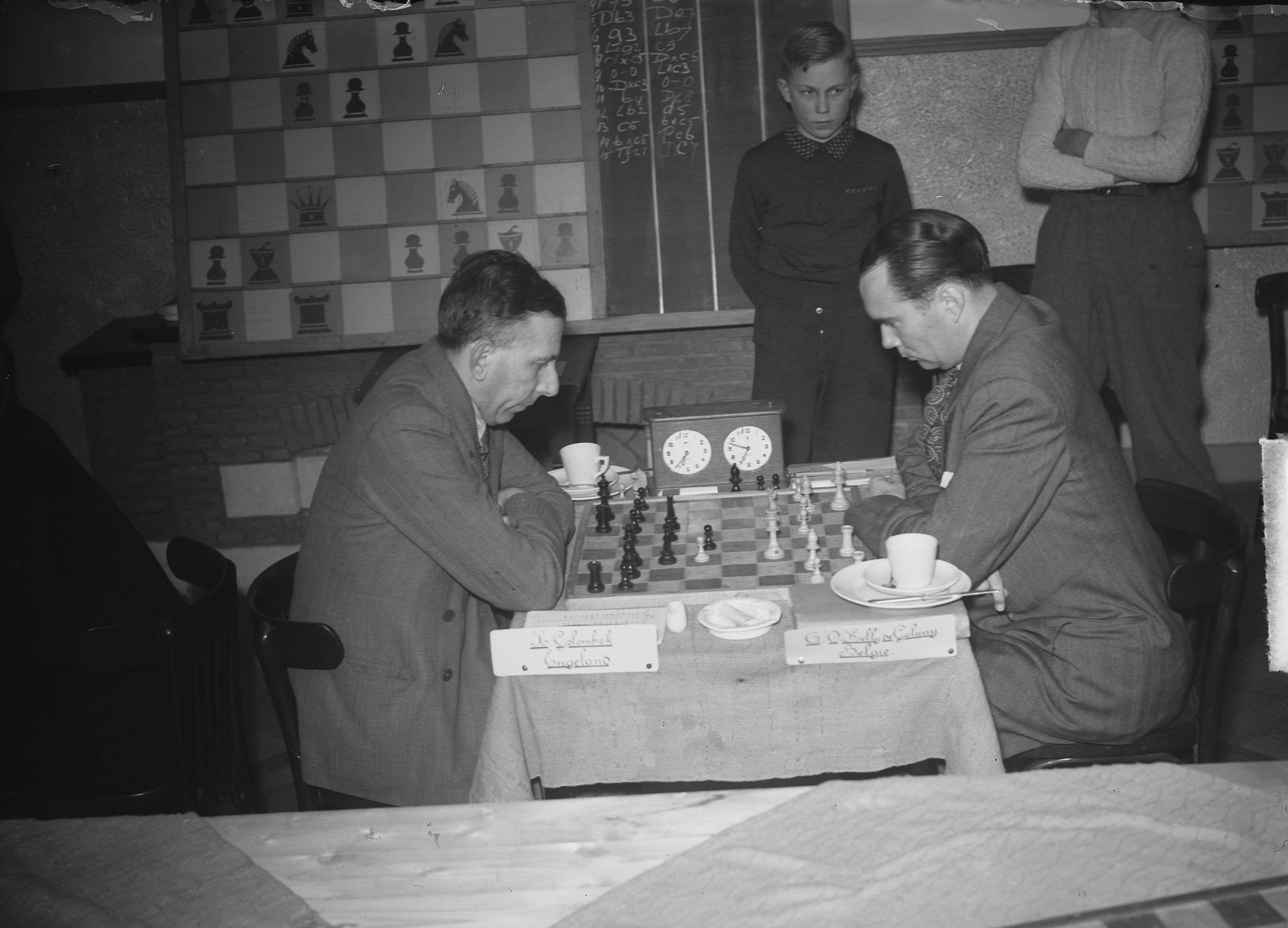
Harry Golombek (links) im Spiel gegen Albéric O’Kelly de Galway (1949)

Harold Harry Golombek (* 1. März 1911 in London; † 7. Januar 1995 in London) war ein britischer Schachspieler. Während des Zweiten Weltkrieges trug er wesentlich zur Entzifferung der deutschen Rotor-Schlüsselmaschine Enigma bei. Golombek studierte Philologie am King’s College London. Nach Kriegsende lebte er in Chalfont St Giles. 1966 wurde er von Königin Elisabeth II. geehrt und von ihr in den Order of the British Empire aufgenommen.

## Schach

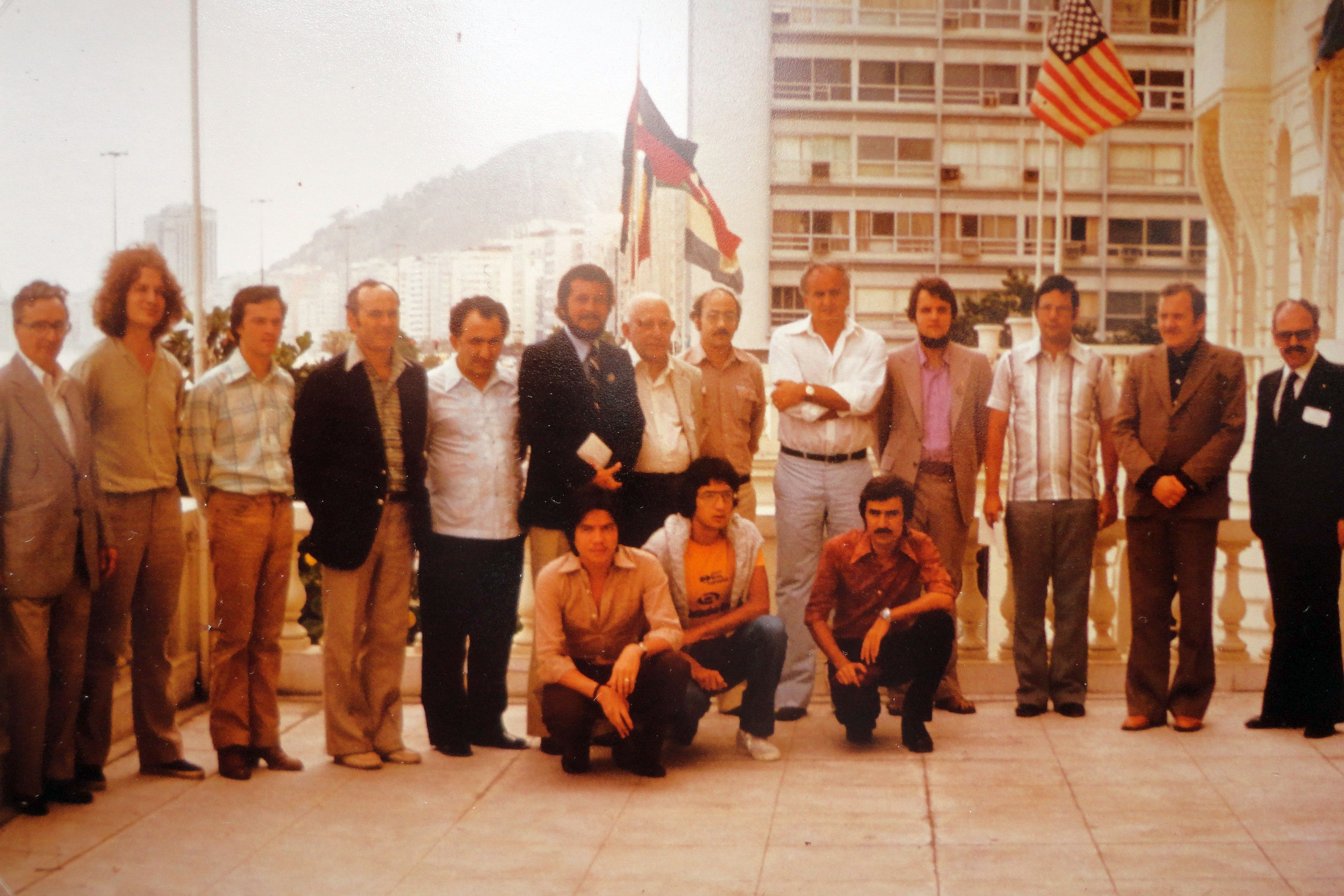
Interzonenturnier 1979 in Rio

Golombek war ein herausragend spielstarker englischer Schachmeister und gewann 1947, 1949 und 1955 die britische Meisterschaft. Zwischen 1935 und 1962 nahm er an neun Schacholympiaden teil. Er war der erste britische Schachspieler, der sich für ein Interzonenturnier qualifizieren konnte (1952). Für seine Erfolge erhielt er 1950 von der FIDE den Titel Internationaler Meister, 1985 wurde er zum Ehren-Großmeister ernannt.
Darüber hinaus arbeitete er mehr als 40 Jahre lang als Organisator für die FIDE und in der Regelkommission mit. Auch wurde er häufig als internationaler Schiedsrichter eingesetzt, unter anderem bei sechs WM-Kämpfen. 1979 war er zusammen mit Gertrude Wagner Schiedsrichter beim Interzonenturnier in Rio de Janeiro.
Viele Jahre lang war er Schachkorrespondent für The Times. Von 1938 bis 1940 arbeitete er als Herausgeber des British Chess Magazine, in den 1960er- und 1970er-Jahren als ausländischer Berichterstatter für diese Zeitschrift. Außerdem war er Herausgeber der 1977 erschienenen Encyclopedia of Chess.
Er veröffentlichte mehr als 30 Bücher, von denen einige später in mehrere Sprachen übersetzt wurden, unter anderem
- Reti's Best Games
- Capablanca's Best Games
- A History of Chess

## Bletchley Park

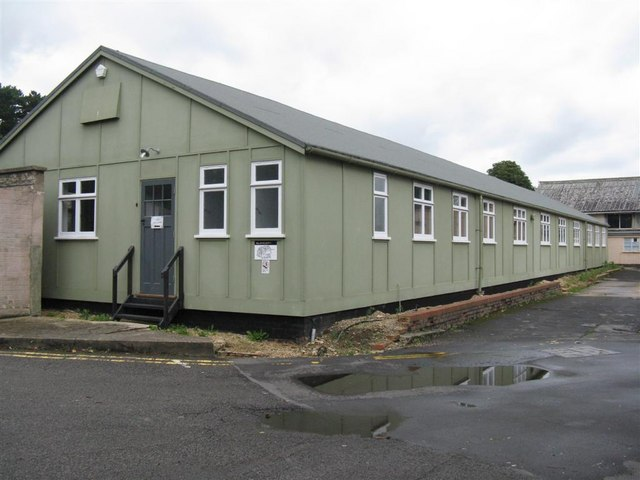
In Hut 8 wurde ab 1939 an der Entzifferung der deutschen Marine-Enigma gearbeitet (2008)

Harry Golombek befand sich im Jahre 1939 zusammen mit seinen Mannschaftskameraden Stuart Milner-Barry und Hugh Alexander in Argentinien bei der in Buenos Aires stattfindenden 8. Schacholympiade. Während des laufenden Turniers wurden die Teilnehmer vom Ausbruch des Zweiten Weltkriegs überrascht, nachdem Großbritannien als Reaktion auf den deutschen Überfall auf Polen dem Deutschen Reich am 3. September 1939 den Krieg erklärte. Golombek und seine Team-Kollegen brachen daraufhin das Turnier ab und kehrten sofort nach England zurück.
Golombek trat der sogenannten Government Code and Cypher School bei (Abkürzung: GC&CS, deutsch etwa: „Staatliche Code- und Chiffrenschule“), die sich etwa 70 km nordwestlich von London in Bletchley Park befand. Dabei handelte es sich um eine Tarnbezeichnung für die militärische Dienststelle, die sich im Zweiten Weltkrieg erfolgreich um die Entzifferung des Nachrichtenverkehrs befasste, den die deutschen Militärs mit ihrer Schlüsselmaschine Enigma verschlüsselten.
Golombek arbeitete unter der Leitung von Alan Turing in der Hut Eight (deutsch: „Baracke 8“), in der sich die britischen Codeknacker speziell mit der Entzifferung von Funksprüchen der deutschen Kriegsmarine befassten, die mit der Schlüsselmaschine Enigma-M4 verschlüsselt waren.
Zur Entzifferung verwendeten sie ein seit Jahrhunderten bekanntes und bewährtes Verfahren, nämlich die „Methode des Wahrscheinlichen Worts“ (siehe auch: Mustersuche). Hierbei errät, vermutet oder weiß der Angreifer, dass im Text eine bestimmte Phrase (engl. crib, franz. mot probable) auftritt, beispielsweise „OBERKOMMANDODERWEHRMACHT“. Dieser „Crib“ (wahrscheinliches Wort) wird verwendet, um eine elektromechanische Entzifferungsmaschine, genannt die „Turing-Bombe“, die von Alan Turing ersonnen wurde, geeignet einzustellen und mit ihrer Hilfe die unbekannte Walzenlage und Grundstellung zu finden, die die deutschen Verschlüssler zur Verschlüsselung gewählt hatten.
Es gelang den britischen Codeknackern von Bletchley Park, die Entzifferungsfähigkeit der Enigma mit Ausnahme einiger Unterbrechungen für die gesamte Zeit des Krieges zu erhalten und damit den Sieg der Alliierten wesentlich zu beschleunigen.